# آر۱۳۶ای۱

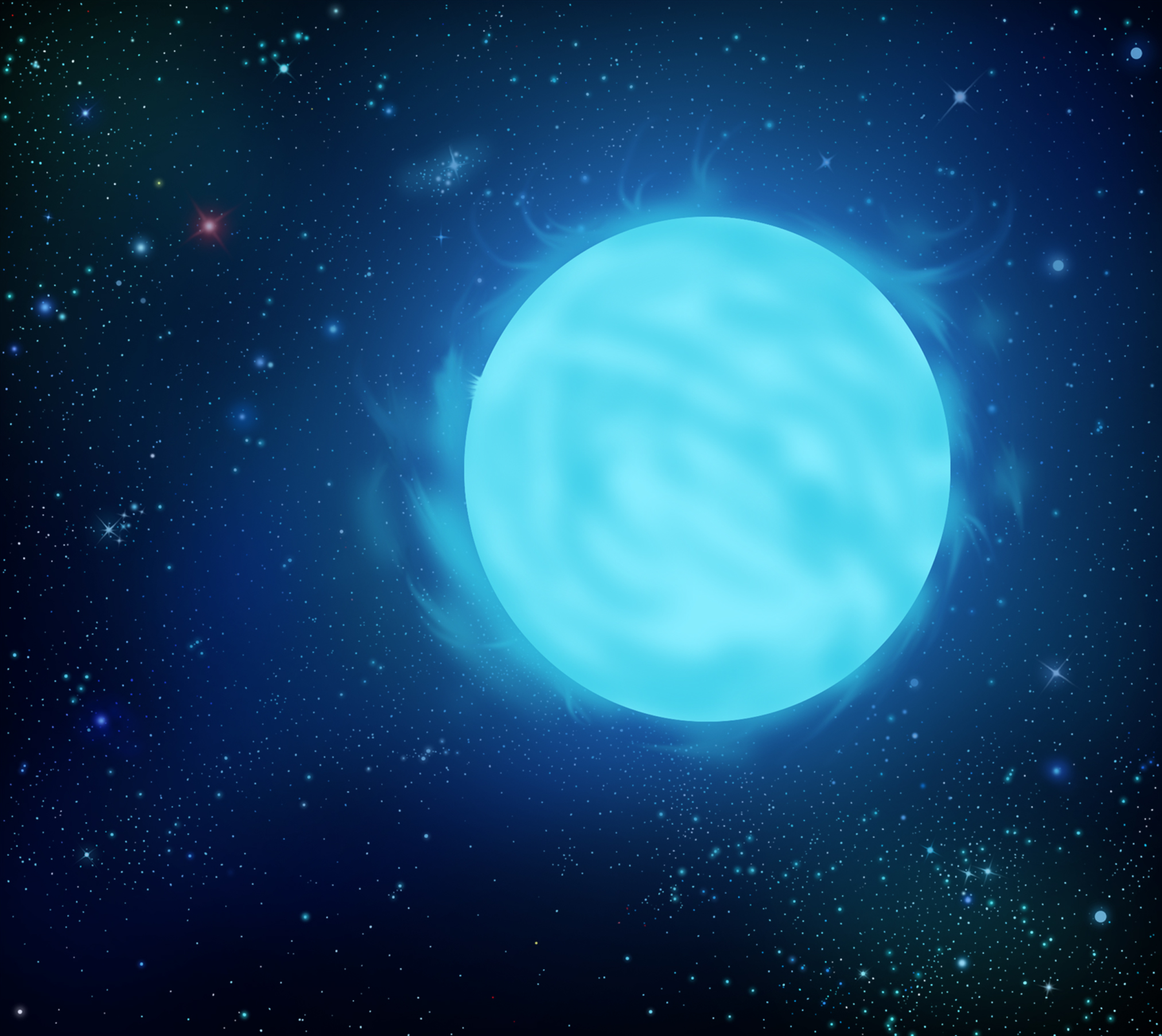
تصویری تخیلی از آر۱۳۶اِی۱، سنگین‌ترین ستاره‌ای محسوب می‌شود که تاکنون شناخته شده‌است

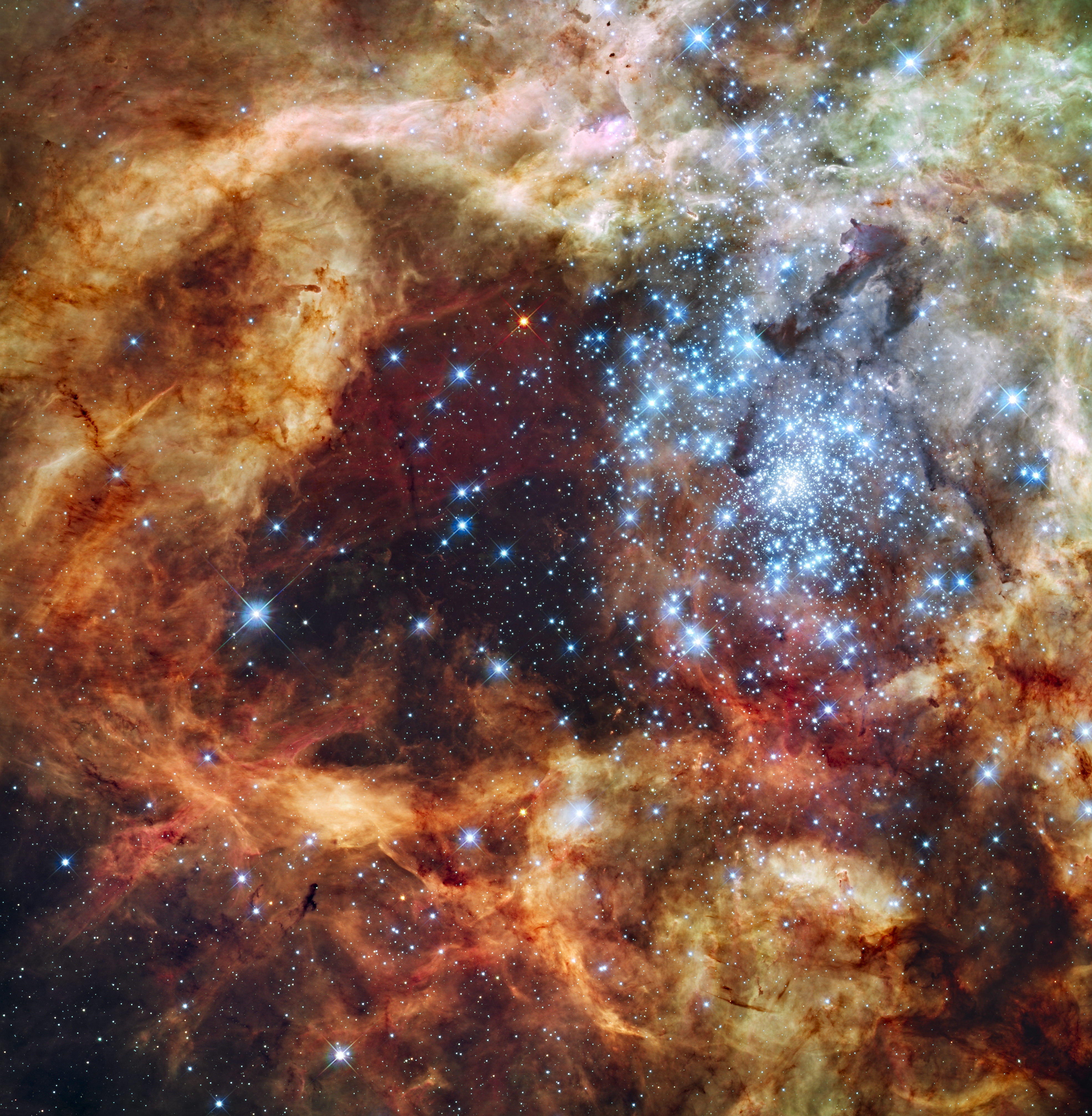
ابرخوشهٔ ستاره‌ای R136 که ستارهٔ R136a1 در آن است، تصویری با تلسکوپ هابل

ستارهٔ آر ۱۳۶ ای۱ (به انگلیسی: R136a1) در ماه ژوئن ۲۰۱۰ (تیر ماه ۱۳۸۹) کشف شد. این ستاره، با یک میلیون سال سن، پرنورترین و سنگین‌ترین ستاره‌ای محسوب می‌شود که تاکنون شناخته شده‌است و در فاصلهٔ ۱۶۵٬۰۰۰ سال نوری در میان ابر ماژلانی بزرگ (یا غبار ماژلان) جای دارد که نزدیک‌ترین کهکشان به کهکشان راه شیری محسوب می‌شود.
وزن آن ۲۱۵ برابر خورشید و توان نوری آن ۶٫۲ میلیون برابر خورشید است (قابل مقایسه چون خورشید و ماه). حرارت سطحی ستاره ۴۰٬۰۰۰ درجهٔ سانتی‌گراد یعنی هفت برابر خورشید است.
یافتن این ستاره بسیار بزرگ، نظریهٔ استاندارد و قدیمی ستاره‌شناسان و فیزیکدانان را که می‌گفت: «حداکثر وزن سقفی یک ستاره، می‌تواند ۱۵۰ برابر خورشید باشد»، قطعاً رد و منتفی کرد.

## ابرنواختر
این ستاره دمایی‌ بالاتر از ۵۳۰۰۰ درجه ی کلوین دارد و تنها برای مدت ۲ میلیون سال زنده خواهد ماند. مرگ این ستاره نمونه‌ای تماشایی از مرگ یک ابرنواختر عظیم خواهد بود به گونه‌ای که هیچ سیاهچاله‌ای باقی‌ نخواهد گذاشت. اگر چه خورشید ما در مقایسه با این ستارگان غول پیکر بسیار ناچیز و کوچک به نظر می‌‌رسد، اما خورشید هم هرچه سنش بالاتر می‌‌رود، بزرگتر می شود به طوری که در حدود ۷ و نیم میلیارد سال دیگر، به بزرگترین اندازه ی ممکن خواهد رسید.

## کشف
دانشمندان دانشگاه شفیلد در رصدخانه نیم کره جنوبی اروپا، R136a1 را در اواخر نیمه اول سال ۲۰۱۰ کشف کردند.
محققین احتمال میدهند که R136a1 متشکل از دو ستاره است. در اینصورت بایستی یکی از آنها بسیار «کوچک»تر از دیگری باشد (تقریباً بیست برابر خورشید)